# 穆靖安
穆靖安（1736年—1782年），字以宁，沙濟富察氏，满洲镶黄旗人。敦惠伯、西安将军兼领侍卫内大臣傅良之第三子，二等伯、保和殿大学士马齐之孙，追封一等公、户部尚书米思翰之曾孙。

## 生平
生于乾隆元年，自幼聪颖，年十三充清字经馆翻译官，十九选补户部笔帖式。后任永平府同知兼署知府，乾隆三十五年（1770年）任平泉州知州，刑部员外郎。在平泉、滦阳政绩显著。卒于乾隆四十七年。

## 家族
- 父傅良，官吉林、西安、宁夏将军，世袭伯爵，谥恭勤。
- 母爱新觉罗氏。
- 嫡妻爱新觉罗氏，已革奉恩辅国公恒新之女；繼妻那拉氏。
- 兄弟善明，袭伯爵；靈和，山西参将；靈慧，福建参将。
- 姐妹富察氏，辅国将军弘超嫡妻；興京城守尉、奉恩将军納穆金嫡妻。[1]
- 长子哈清阿，陇西知县，殁于军营；嫡妻那拉氏，继妻索綽羅氏；女儿嫁两广总督、协办大学士覺羅吉慶之子镶黄旗漢軍副都统觉罗常喜。[2]
- 次子查清阿，字芸圃，[3]生于乾隆二十六年，终于道光五年。任户部笔帖式，银库郎中，江西赣宁道，两广盐运使；查清阿长女为道光帝恬嬪，次女嫁骑都尉覺羅春培，长子诚端，官江西、甘肃、湖南、江苏、陕西等地按察使，江西、湖南、云南、福建等地布政使、都察院左副都御史、盛京工部侍郎，次子诚春，官内阁中书。[4]
- 次他清阿，早卒；
- 次那清阿，刑部陕西司郎中。[5]